# Siklófélék

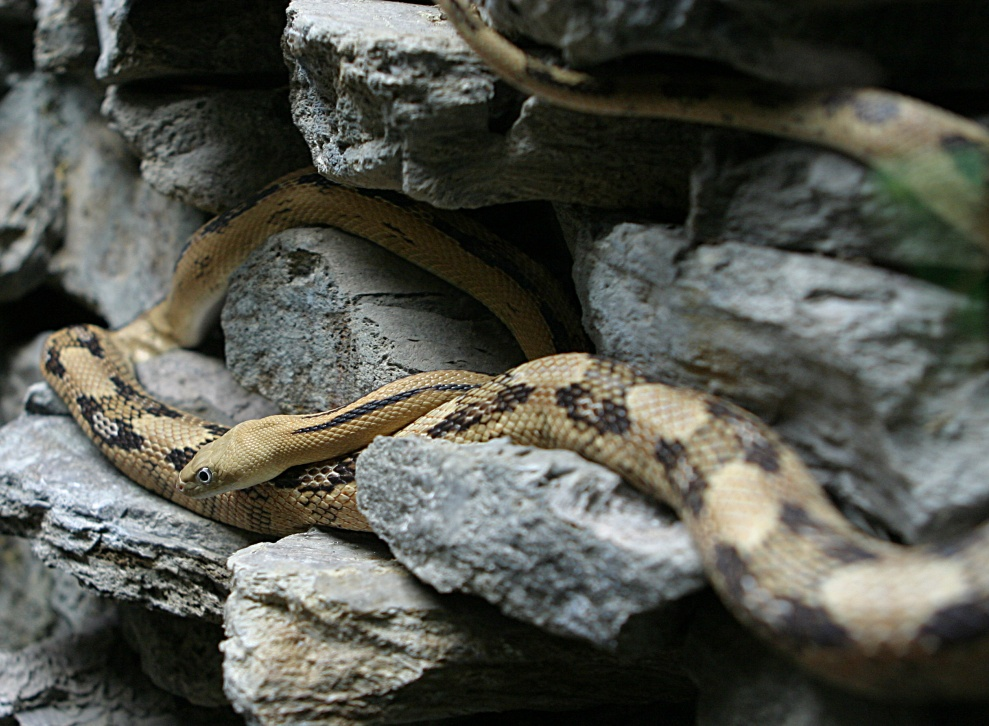
Sivatagi gabonasikló (Bogertophis subocularis)

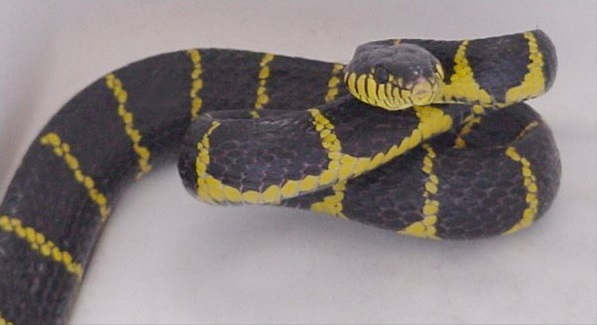
Boiga dendrophila

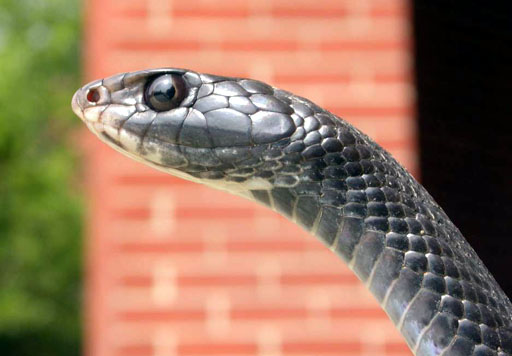
Coluber constrictor

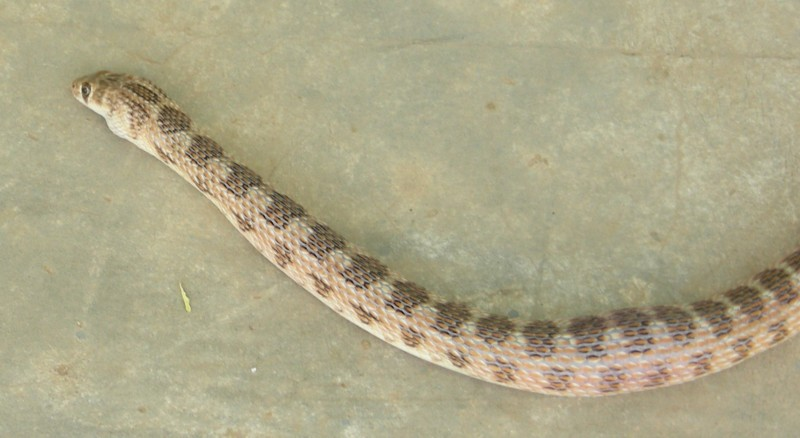
Coluber ventromaculatus

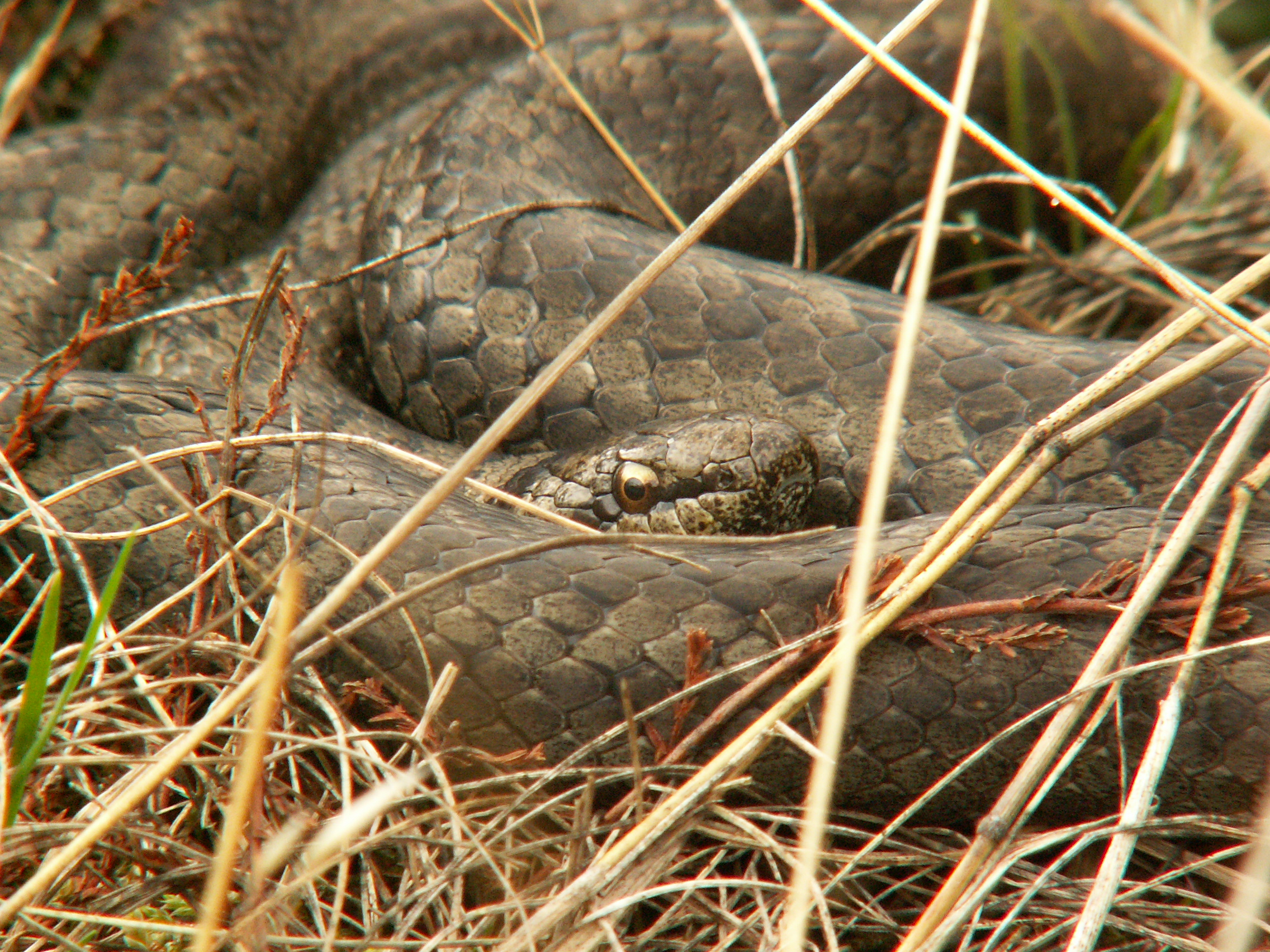
Rézsikló (Coronella austriaca)

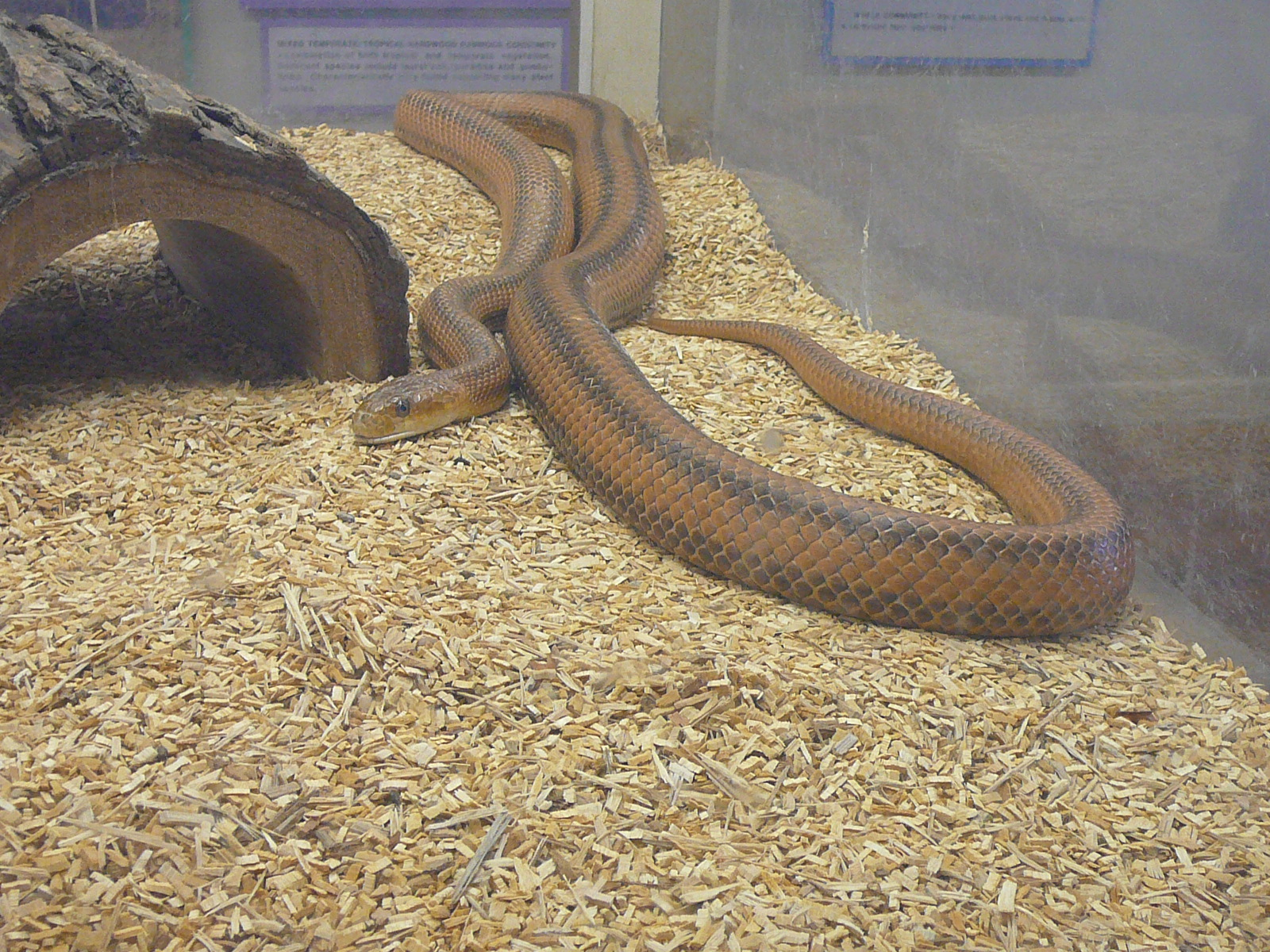
Elaphe alleghaniensis

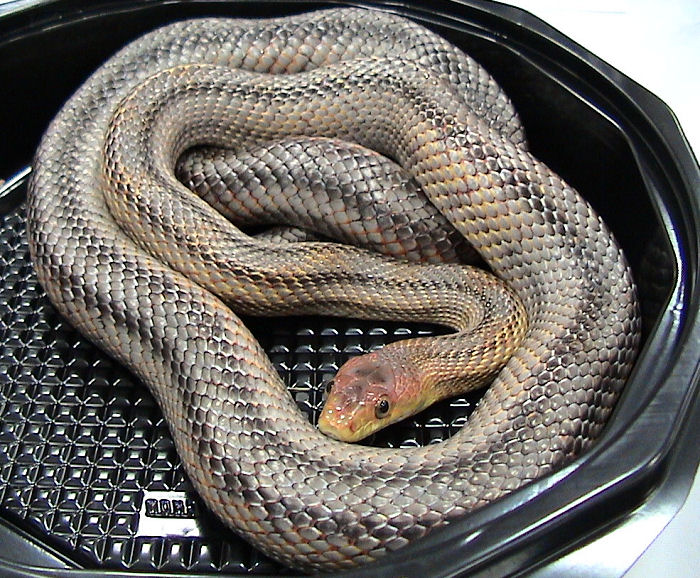
Baird-gabonasikló (Elaphe bairdi)

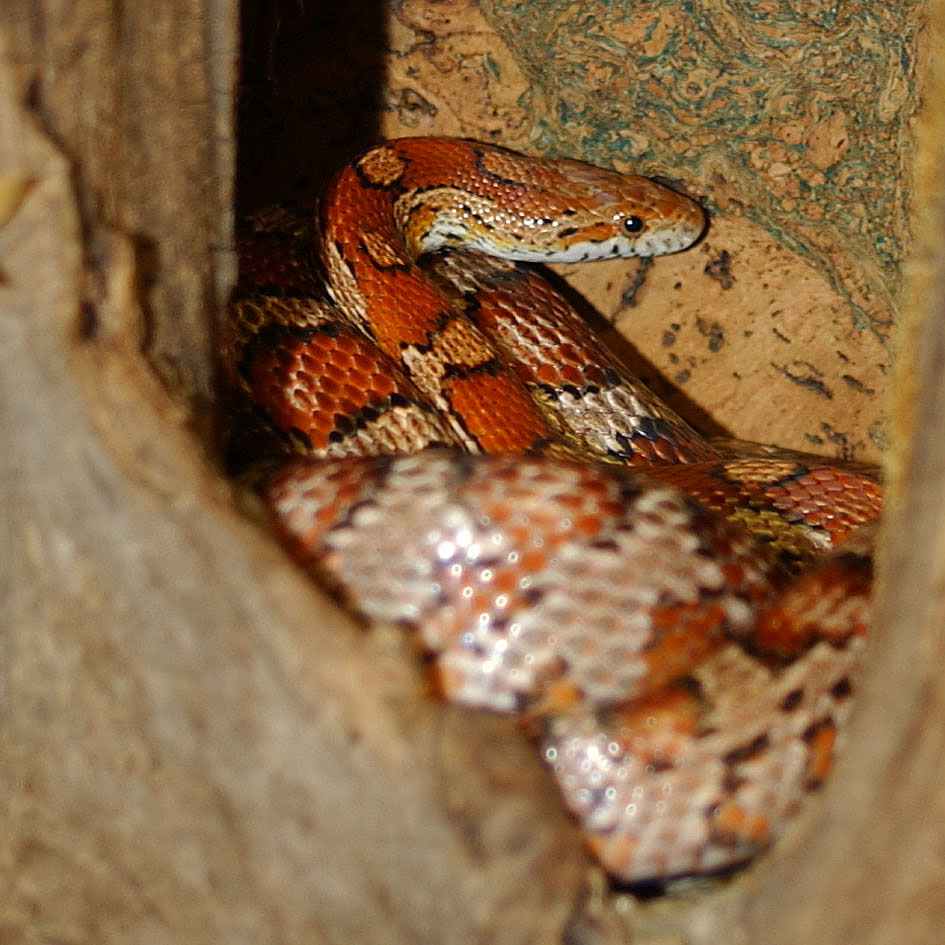
Vörös gabonasikló (Elaphe guttata)

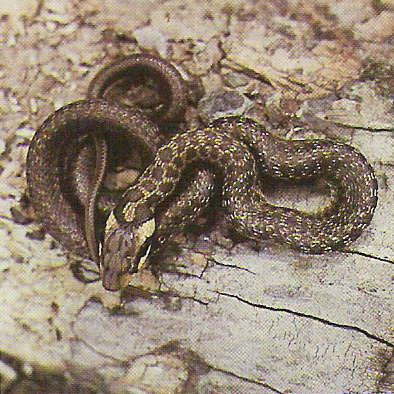
Erdei sikló (Elaphe longissima)

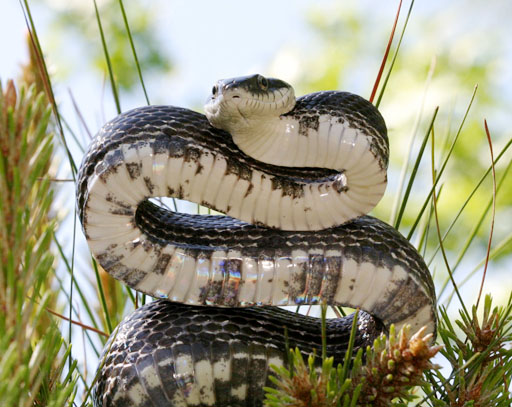
Sárga gabonasikló (Elaphe obsoleta)

A siklófélék (Colubridae) a hüllők (Reptilia) osztályába a  pikkelyes hüllők (Squamata) rendjébe és a kígyók (Serpentes) alrendjébe tartozó család.

## Rendszerezésük
Az alcsaládokra osztás rendszerenként különbözik. Van amelyik 3, van, amely 7, és olyan is, amely 13 alcsaládra osztja fel.
Az alábbiakban egy négy alcsaládos rendszert ismertetünk.

### Colubrinae
A Colubrinae alcsaládon belül három csoportba sorolják az egyes nemeket.

#### Calamariinae
- Calamaria Boie, 1827 - 61 faj
- Calamorhabdium Boettger, 1898 – 2 faj
- Collorhabdium Smedley, 1931 – 1 faj
- Etheridgeum Wallach, 1988 – 1 faj
- Macrocalamus Günther, 1864 – 7 faj
- Pseudorabdion Jan, 1862 – 12 faj
- Rabdion Duméril, Bibron & Duméril, 1854

#### Ahaetuliinae alcsalád
- Ahaetulla Link, 1807 – 8 faj
- Chrysopelea Boie, 1826 – 5 faj
- Dendrelaphis Boulenger, 1890 – 26 faj

#### Colubrinae alcsalád
- Aeluroglena Boulenger, 1898 – 1 faj
- Aprosdoketophis Wallach, Lanza, & Nistri, 2010 - 1 faj
- Archelaphe Schulz, Böhme & Tillack, 2011 - 1 faj
- Argyrogena Werner, 1924 – 1 faj
- Arizona Baird, 1859 – 1 faj
- Bamanophis
- Bogertophis Dowling & Price, 1988 – 2 faj
- Boiga Fitzinger, 1826 – 34 faj
- Cemophora Cope, 1860 – 1 faj
- Chapinophis Campbell & Smith, 1998 - 1 faj
- Chironius Fitzinger, 1826 – 22 faj
- Coelognathus Fitzinger, 1843 – 7 faj
- Coluber L., 1758 – 22 faj
- Chilomeniscus Cope, 1860 – 3 faj
- Chionactis Cope, 1860 – 2 faj
- Conopsis Günther, 1858 – 6 faj
- Coronella (Laurenti, 1768 – 3 faj
- Crotaphopeltis Fitzinger, 1843 – 6 faj
- Dasypeltis Wagler, 1830 – 16 faj
- Dendrophidion (Fitzinger, 1843 – 8 faj
- Dipsadoboa Günther, 1858) – 11 faj
- Dispholidus Fitzsimons & Brain, 1958 – 1 faj
- Dolichophis (Gistel, 1868) – 4 faj
- Drymarchon (Fitzinger, 1843) – 4 faj
- Drymobius (Fitzinger, 1843) – 4 faj
- Drymoluber (Amaral, 1929) – 3 faj
- Eirenis Jan, 1863 – 18 faj
- Elachistodon (Reinhardt, 1863) – 1 faj 
  - indiai tojásevő-kígyó (Elachistodon westermanni)
- Elaphe – 21 faj
- Euprepiophis (Fitzinger, 1843) – 3 faj
- Ficimia (Gray, 1849) – 6 faj

- Geagras (Cope, 1876) – 1 faj
  - Geagras redimitus

- Gonyophis (Peters, 1871) – 1 faj
  - Gonyophis margaritatus

- Gonyosoma (Wagler, 1828) – 2 faj
  - Gonyosoma jansenii
  - mangroveerdei sikló (Gonyosoma oxycephalum)

- Gyalopion (Cope, 1860) – 2 faj
  - Gyalopion canum
  - Gyalopion quadrangulare

- Hapsidophrys (Fischer, 1856)  – 3 faj
  - ''Hapsidophrys lineatus
  - ''Hapsidophrys principis
  - ''Hapsidophrys smaragdina

- Hemerophis (Schätti & Utiger, 2001)  – 1 faj
  - Hemerophis socotrae

- Hemorrhois (Boie, 1826) – 4 faj
  - algériai haragossikló (Hemorrhois algirus), régebben (Coluber algirus)
  - patkós sikló (Hemorrhois hippocrepis), régebben (Coluber hippocrepis)
  - Hemorrhois nummifer, régebben (Coluber nummifer)
  - ázsiai haragossikló (Hemorrhois ravergieri), régebben (Coluber ravergieri)

- Hierophis  – 3 faj
  - balkáni haragossikló (Hierophis gemonensis) vagy (Coluber gemonensis)
  - Hierophis spinalis
  - sárgászöld haragossikló (Hierophis viridiflavus)  vagy (Coluber viridiflavus)

- Lampropeltis Fitzinger, 1843 - 12 faj
- Leptodrymus (Amaral, 1927)  - 1 faj
- Leptophis (Bell, 1825) – 10 faj

- Lepturophis (Boulenger, 1900) - 1 faj
  - Lepturophis albofuscus

- Liopeltis (Fitzinger, 1843) - 7 faj
  - Liopeltis calamaria
  - Liopeltis frenatus
  - Liopeltis herminae
  - Liopeltis philippinus
  - Liopeltis rappi
  - Liopeltis stoliczkae
  - Liopeltis tricolor

- Lycodon (Boie, 1826) - 30 faj
  - Lycodon alcalai
  - Lycodon aulicus
  - Lycodon bibonius
  - Lycodon butleri
  - Lycodon capucinus
  - Lycodon cardamomensis
  - Lycodon chrysoprateros
  - Lycodon dumerili
  - Lycodon effraenis
  - Lycodon fasciatus
  - Lycodon fausti
  - Lycodon ferroni
  - Lycodon flavicollis
  - Lycodon flavomaculatus
  - Lycodon jara
  - Lycodon kundui
  - Lycodon laoensis
  - Lycodon mackinnoni
  - Lycodon muelleri
  - Lycodon osmanhilli
  - Lycodon paucifasciatus
  - Lycodon ruhstrati
  - Lycodon solivagus
  - Lycodon stormi
  - Lycodon striatus
  - Lycodon subcinctus
  - Lycodon tessellatus
  - Lycodon tiwarii
  - Lycodon travancoricus
  - Lycodon zawi

- Lycognathophis (Boulenger, 1893) - 1 faj
  - Lycognathophis seychellensis

- Lytorhynchus (Peters, 1862) - 6 faj 
  - Lytorhynchus diadema
  - Lytorhynchus gasperetti
  - Lytorhynchus kennedyi
  - Lytorhynchus maynardi
  - Lytorhynchus paradoxus
  - Lytorhynchus ridgewayi

- Maculophis (Burbrink & Lawson, 2007) - 1 faj 
  - Maculophis bella

- Masticophis (Baird & Girard, 1853) – 9 faj
  - Masticophis anthonyi
  - Masticophis aurigulus
  - sivatagi ostorkígyó (Masticophis bilineatus)
  - ostorkígyó (Masticophis flagellum)
  - Masticophis lateralis
  - Masticophis lineolatus
  - Masticophis mentovarius
  - Masticophis schotti
  - díszes ostorkígyó (Masticophis taeniatus)

- Mastigodryas (Amaral, 1935) – 12 faj
  - Mastigodryas amarali
  - Mastigodryas bifossatus
  - Mastigodryas boddaerti
  - Mastigodryas bruesi
  - Mastigodryas cliftoni
  - Mastigodryas danieli
  - Mastigodryas dorsalis
  - Mastigodryas heathii
  - Mastigodryas melanolomus
  - Mastigodryas pleei
  - Mastigodryas pulchriceps
  - Mastigodryas sanguiventris

- Meizodon (Fischer, 1856) – 5 faj
  - Meizodon coronatus
  - Meizodon krameri
  - Meizodon plumbiceps
  - Meizodon regularis
  - Meizodon semiornatus

- Oligodon Fitzinger, 1826 - 68 faj

- Opheodrys (Fitzinger, 1843) – 2 faj
  - érdes fűsikló vagy zöld fűsikló (Opheodrys aestivus)
  - sima zöldsikló (Opheodrys vernalis)

- Oreocryptophis (Utiger, Schätti & Helfenberger, 2005) – 1 faj
  - Oreocryptophis porphyracea

- Orthriophis (Utiger et al., 2002) – 4 faj
  - Orthriophis cantoris
  - Orthriophis hodgsoni
  - Orthriophis moellendorffi
  - Orthriophis taeniurus
    - tajvani sávosfarkú sikló (Orthriophis taeniurus friesei) régebben (Elaphe taeniurus)

- Oxybelis (Wagler, 1830) – 4 faj
  - szőlősikló (Oxybelis aeneus)
  - Oxybelis brevirostris
  - Oxybelis fulgidus
  - Oxybelis wilsoni

- Pantherophis (Fitzinger, 1843) – 10 faj
  - Pantherophis alleghaniensis, régebben Elaphe alleghaniensis
  - Baird-gabonasikló (Pantherophis bairdi), régebben (Elaphe bairdi)
  - Pantherophis  emoryi, régebben Elaphe emoryi
  - Pantherophis flavirufus, régebben Elaphe flavirufa
  - Pantherophis golydi, régebben Elaphe gloydi
  - vörös gabonasikló (Pantherophis guttatus), régebben (Elaphe guttata)
  - fekete gabonasikló (Pantherophis obsoletus), régebben (Elaphe obsoleta)
  - Pantherophis phaescens, régebben Elaphe phaescens
  - Pantherophis slowinskii, régebben Elaphe slowinskii
  - Pantherophis spiloides, régebben Elaphe spiloides
  - rókakígyó (Pantherophis vulpinus), régebben (Elaphe vulpina)

- Philothamnus (Smith, 1840) – 18 faj
  - Philothamnus angolensis
  - Philothamnus battersbyi
  - Philothamnus bequaerti
  - Philothamnus carinatus
  - Philothamnus dorsalis
  - Philothamnus girardi
  - Philothamnus heterodermus
  - Philothamnus heterolepidotus
  - Philothamnus hoplogaster
  - Philothamnus hughesi
  - Philothamnus irregularis
  - Philothamnus macrops
  - Philothamnus natalensis
  - Philothamnus nitidus
  - Philothamnus ornatus
  - Philothamnus punctatus
  - Philothamnus semivariegatus
  - Philothamnus thomensis

- Phyllorhynchus (Stejneger, 1890) – 2 faj
  - Phyllorhynchus browni
  - Phyllorhynchus decurtatus

- Pituophis (Holbrook, 1842) (Holbrook, 1842) – 4 faj
  - sárga bikasikló (Pituophis catenifer)
  - mexikói kutyakígyó (Pituophis deppei)
  - Pituophis lineaticollis
  - észak-amerikai kutyakígyó (Pituophis melanoleucus)
  - Pituophis ruthve

- Platyceps (Blyth, 1860) – 9 faj
  - Platyceps afarensis
  - Platyceps collaris
  - Platyceps florulentus
  - Platyceps karelini
  - Platyceps najadum
  - Platyceps rhodorachis
  - Platyceps rogersi
  - Platyceps saharicus
  - Platyceps ventromaculatus

- Prosymna (Gray, 1849) – 14 faj
  - Prosymna ambigua
  - Prosymna angolensis
  - Prosymna bivittata
  - Prosymna frontalis
  - Prosymna greigerti
  - Prosymna janii
  - Prosymna meleagris
  - Prosymna ornatissima
  - Prosymna pitmani
  - Prosymna ruspolii
  - Prosymna semifasciata
  - Prosymna somalica
  - Prosymna sundevalli
  - Prosymna visseri

- Pseudocyclophis (Boettger, 1888) – 1 faj
  - Pseudocyclophis persicus

- Pseudoficimia (Bocourt, 1883) – 1 faj
  - Pseudoficimia frontalis

- Pseustes (Fitzinger, 1843) – 5 faj
  - Pseustes cinnamomeus
  - Pseustes poecilonotus
  - Pseustes sexcarinatus
  - Pseustes shropshirei
  - Pseustes sulphureus

- Ptyas (Fitzinger, 1843) – 8 faj
  - Ptyas carinata
  - Ptyas dhumnades
  - Ptyas dipsas
  - Ptyas fusca
  - Ptyas korros
  - Ptyas luzonensis
  - felemás álkobra (Ptyas mucosa)
  - Ptyas nigromarginatus

- Rhadinophis (Kenneth L. Williams & Wallach, 1989) – 2 faj
  - Rhadinophis frenatum
  - Rhadinophis prasina

- Rhamnophis (Günther, 1862)  – 2 faj
  - Rhamnophis aethiopissa
  - Rhamnophis batesii

- Rhinobothryum – 2 faj
  - Rhinobothryum bovallii
  - Rhinobothryum lentiginosum

- Rhinocheilus (Baird & Girard, 1853) – 1 faj
  - hosszúorrú sikló (Rhinocheilus lecontei)

- Rhynchocalamus – 3 faj
  - Rhynchocalamus arabicus
  - Rhynchocalamus barani
  - Rhynchocalamus melanocephalus

- Rhynchophis – 1 faj
  - Rhynchophis boulengeri

- Salvadora (Baird & Girard, 1853) 7 faj
  -  Salvadora bairdi
  - Salvadora deserticola
  - Salvadora grahamiae
  - Salvadora hexalepis
  - Salvadora intermedia
  - Salvadora lemniscata
  - Salvadora mexicana

- Scaphiodontophis (Taylor & Smith, 1943) – 2 faj
  - Scaphiodontophis annulatus
  - Scaphiodontophis ventissimus

- Scolecophis  – 1 faj
  - Scolecophis atrocinctus

- Senticolis (Dowling & Fries, 1987) – 1 faj
  - Senticolis triaspis

- Sibynophis – 9 faj
  - Sibynophis bistrigatus
  - Sibynophis bivittatus
  - Sibynophis chinensis
  - Sibynophis collaris
  - Sibynophis geminatus
  - Sibynophis melanocephalus
  - Sibynophis sagittarius
  - Sibynophis subpunctatus
  - Sibynophis triangularis

- Simophis – 2 faj
  - Simophis rhinostoma
  - Simophis rohdei

- Sonora (Baird & Girard, 1843) – 3 faj 
  - Sonora aemula
  - Sonora michoacanensis
  - Sonora semiannulata

- Spalerosophis – 5 faj 
  - Spalerosophis arenarius
  - Spalerosophis diadema
  - Spalerosophis dolichospilus
  - Spalerosophis josephscorteccii
  - Spalerosophis microlepis

- Spilotes (Wagler, 1830) – 1 faj
  - fekete-sárga patkánysikló (Spilotes pullatus)

- Stegonotus  – 10 faj 
  - Stegonotus batjanensis
  - Stegonotus borneensis
  - Stegonotus cucullatus
  - Stegonotus diehli
  - Stegonotus dumerilii
  - Stegonotus florensis
  - Stegonotus guentheri
  - Stegonotus heterurus
  - Stegonotus modestus
  - Stegonotus parvus

- Stenorrhina (Duméril, 1853) – 2 faj
  - Stenorrhina degenhardtii
  - Stenorrhina freminvillei

- Symphimus (Cope, 1870) – 2 faj
  - Symphimus leucostomus
  - Symphimus mayae

- Sympholis (Cope, 1862) – 1 faj
  - Sympholis lippiens

- Tantilla (Baird & Girard) – 30 faj
  - Tantilla atriceps
  - Tantilla bocourti
  - Tantilla briggsi
  - Tantilla calamarina
  - Tantilla cascadae
  - Tantilla coronadoi
  - Tantilla coronata
  - kámzsás sikló (Tantilla cucullata), régebben (Macroptodon cucullatus)
  - Tantilla cuniculator
  - Tantilla deppei
  - Tantilla flavilineata
  - Tantilla gracilis
  - Tantilla hobartsmithi
  - Tantilla jani
  - Tantilla melanocephala
  - Tantilla moesta
  - Tantilla nigriceps
  - Tantilla oaxacae
  - Tantilla oolitica
  - Tantilla planiceps
  - Tantilla relicta
  - Tantilla rubra
  - Tantilla schistosa
  - Tantilla shawi
  - Tantilla slavensi
  - Tantilla striata
  - Tantilla taeniata
  - Tantilla tayrae
  - Tantilla wilcoxi
  - Tantilla yaquia

- Tantillita (Smith, 1941) – 3 faj
  - Tantillita brevissima
  - Tantillita canula
  - Tantillita lintoni

- Telescopus – 3 faj
  - namíbiai tigriskígyó (Telescopus beetzi)
  - Telescopus dhara
  - macskakígyó (Telescopus fallax)
  - Telescopus gezirae
  - Telescopus hoogstraali
  - Telescopus nigriceps
  - Telescopus obtusus
  - Telescopus pulcher
  - Telescopus rhinopoma
  - keleti tigriskígyó (Telescopus semiannulatus)
  - Telescopus tessellatus
  - Telescopus variegatus

- Thelotornis (Laurenti, 1768) – 3 faj
  - kéregmintás ágsikló (Thelotornis capensis)
  - madarász ágsikló (Thelotornis kirtlandii)
  - Thelotornis usambaricus

- Thrasops – 4 faj
  - Thrasops flavigularis
  - Thrasops jacksonii
  - Thrasops occidentalis
  - Thrasops schmidti

- Toluca (Kennicott, 1859) – 4 faj
  - Toluca amphisticha
  - Toluca conica
  - Toluca lineata
  - Toluca megalodon

- Trimorphodon (Cope, 1861) – 2 faj
  - északi lantkígyó (Trimorphodon biscutatus)
  - mexikói lantkígyó (Trimorphodon tau)

- Xenelaphis – 2 faj
  - Xenelaphis ellipsifer
  - Xenelaphis hexgonotus

- Xyelodontophis – 1 faj
  - Xyelodontophis uluguruensis
- Zamenis (Wagler, 1830) - 6 faj
  - erdei sikló (Zamenis longissimus)
  - Zamenis hohenackeri
  - Zamenis lineatus
  - Zamenis persicus
  - Zamenis scalaris
  - Zamenis situla

#### Psammophiinae csoport
A következő nemek szoros rokonságban vannak egymással, több szerző leválasztja őket a Colubrinae alcsaládból és egy önálló alcsaládba, a Psammophiinae alcsaládba sorolja őket.
- Hemirhagerrhis – 4 faj
  - Hemirhagerrhis hildebrandtii
  - Hemirhagerrhis kelleri
  - Hemirhagerrhis nototaenia
  - Hemirhagerrhis viperina

- Malpolon – 2 faj
  - európai gyíkászkígyó (Malpolon monspessulanus)
  - Malpolon moilensis

- Mimophis (Alfred Grandidier, 1867) – 1 faj
  - Mimophis mahfalensis

- Psammophis – 22 faj
  - Psammophis aegyptius
  - Psammophis angolensis
  - Psammophis ansorgii
  - Psammophis biseriatus
  - Psammophis condanarus
  - Psammophis crucifer
  - Psammophis elegans
  - Psammophis jallae
  - fokföldi szaguldókígyó (Psammophis leightoni)
  - Psammophis leithii
  - Psammophis lineolatus
  - Psammophis longifrons
  - Psammophis notostictus
  - Psammophis phillipsi
  - Psammophis pulcher
  - Psammophis punctulatus
  - Psammophis rukwae
  - Psammophis schokari
  - Afrikai száguldó sikló (Psammophis sibilans)
  - csíkoshasú szaguldókígyó (Psammophis subtaeniatus)
  - Psammophis tanganicus
  - Psammophis trigrammus

- Psammophylax – 3 faj
  - Psammophylax rhombeatus
  - Psammophylax tritaeniatus
  - Psammophylax variabilis

- Rhamphiophis – 4 faj
  - Rhamphiophis acutus
  - Rhamphiophis maradiensis
  - Rhamphiophis oxyrhynchus
  - Rhamphiophis rubropunctatus

### Homalopsinae
A Homalopsinae alcsaládba 10 nem és 32 faj tartozik 
- Bitia (Gray, 1842) – 1 faj
  - Bitia hydroides

- Brachyorrhos – 1 faj
  - Brachyorrhos albus

- Cantoria (Girard, 1857) – 2 faj
  - Cantoria annulata
  - Cantoria violacea

- Cerberus (Cuvier, 1829) – 2 faj
  - Cerberus microlepis
  - kutyafejű vízisikló (Cerberus rynchops)

- Enhydris (Sonnini & Latreille, 1802) – 21 faj
  - Enhydris albomaculata
  - Enhydris alternans
  - Enhydris bennetti
  - Bocourt-vízisikló (Enhydris bocourti)
  - kínai vízisikló (Enhydris chinensis)
  - Enhydris doriae
  - Enhydris dussumieri
  - szivárványos vízisikló (Enhydris enhydris)
  - Enhydris indica
  - Enhydris innominata
  - Enhydris jagorii
  - Enhydris longicauda
  - Enhydris maculosa
  - Enhydris matannensis
  - Enhydris pahangensis
  - Enhydris pakistanica
  - sárgahasú vízisikló (Enhydris plumbea)
  - Enhydris polylepis
  - Enhydris punctata
  - Enhydris sieboldii
  - Enhydris smithi

- Erpeton (Lacépède, 1800) – 1 faj
  - tapogató sikló (Erpeton tentaculatus, Erpeton tentaculatum)

- Fordonia (Gray, 1837) – 1 faj
  - fehérhasú mangrovekígyó (Fordonia leucobalia)

- Gerarda (Gray, 1849) – 1 faj
  - Gerard-vízikígyó (Gerarda prevostiana)

- Heurnia (Jong, 1926) – 1 faj
  - Heurnia ventromaculata

- Homalopsis (Kuhl & Hasselt, 1822) – 1 faj
  - jávai boasikló (Homalopsis buccata)

- Myron (Gray, 1849) – 1 faj
  - Myron richardsonii

### Natricinae
A Natricinae alcsaládba 39 nem és 205 faj tartozik
- Adelophis (Dugès, 1879) – 2 faj
  - Adelophis copei
  - Adelophis foxi

- Afronatrix (Rossman & Eberle, 1977) – 1 faj
  - Afronatrix anoscopus

- Amphiesma (Duméril, Bibron & Duméril, 1854) – 36 faj
  - Amphiesma atemporalis
  - Amphiesma beddomei
  - Amphiesma bitaeniata
  - Amphiesma boulengeri
  - Amphiesma celebica
  - Amphiesma craspedogaster
  - Amphiesma deschauenseei
  - Amphiesma flavifrons
  - Amphiesma frenata
  - Amphiesma groundwateri
  - Amphiesma inas
  - Amphiesma johannis
  - Amphiesma khasiensis
  - Amphiesma metusia
  - Amphiesma miyajimae
  - Amphiesma modesta
  - Amphiesma monticola
  - Amphiesma nicobarensis
  - Amphiesma octolineata
  - Amphiesma optata
  - Amphiesma parallela
  - Amphiesma peali
  - Amphiesma petersii
  - Amphiesma platyceps
  - Amphiesma popei
  - Amphiesma pryeri
  - Amphiesma sanguinea
  - Amphiesma sarasinora
  - Amphiesma sarawacensis
  - Amphiesma sauteri
  - Amphiesma sieboldi
  - Amphiesma stolata
  - Amphiesma venningi
  - Amphiesma vibakari
  - Amphiesma viperina
  - Amphiesma xenura

- Amphiesmoides (Malnate, 1961) – 1 faj
  - Amphiesmoides ornaticeps

- Anoplohydrus (Werner, 1909) – 1 faj
  - Anoplohydrus aemulans

- Aspidura (Wagler, 1830) – 6 faj
  - Aspidura brachyorrhos
  - Aspidura copei
  - Aspidura deraniyagalae
  - Aspidura drummondhayi
  - Aspidura guentheri
  - Aspidura trachyprocta

- Atretium (Cope, 1861) – 2 faj
  - Atretium schistosus
  - Atretium yunnanensis

- Balanophis (H. M. Smith, 1938) – 1 faj
  - Balanophis ceylonensis

- Blythia (Theobold, 1868) – 1 faj
  - Blythia reticulata

- Brachyorrhos (Kuhl, 1826) – 2 faj
  - Brachyorrhos albus
  - Brachyorrhos jobiensis

- Clonophis (Cope, 1889) – 1 faj
  - Clonophis kirtlandii

- Elapoidis (F. Boie, 1827) – 1 faj
  - Elapoidis fuscus

- Haplocercus (Günther, 1858) – 1 faj
  - Haplocercus ceylonensis

- Hydrablables (Boulenger, 1891) – 2 faj
  - Hydrablables periops
  - Hydrablables praefrontalis

- Hydraethiops (Günther, 1872) – 2 faj
  - Hydraethiops laevis
  - Hydraethiops melanogaster

- Iguanognathus (Boulenger, 1898) – 1 faj
  - Iguanognathus werneri

- Limnophis (Günther, 1865) – 1 faj
  - Limnophis bicolor

- Lycognathophis (Boulenger, 1893) – 1 faj
  - Lycognathophis seychellensis

- Macropisthodon (Boulenger, 1893) – 4 faj
  - Macropisthodon flaviceps
  - Macropisthodon plumbicolor
  - Macropisthodon rhodomelas
  - Macropisthodon rudis

- Natriciteres (Loveridge, 1953) – 3 faj
  - Natriciteres fuliginoides
  - Natriciteres olivacea
  - Natriciteres variegata

- Natrix (Laurenti, 1768) – 4 faj
  - viperasikló (Natrix maura)
  - nagyfejű vízisikló (Natrix megalocephala)
  - kockás sikló (Natrix tessellata)
  - vízisikló (Natrix natrix)

- Nerodia (Baird & Girard, 1853) – 10 faj
  - Nerodia clarkii
  - Nerodia cyclopion
  - Nerodia erythrogaster
  - szalagos vízisikló (Nerodia fasciata)
  - Nerodia floridana
  - Nerodia harteri
  - Nerodia paucimaculata
  - Nerodia rhombifer
  - Erie-tavi vízisikló (Nerodia sipedon)
  - Nerodia taxispilota

- Opisthotropis (Günther, 1872) – 17 faj
  - Opisthotropis alcalai
  - Opisthotropis andersonii
  - Opisthotropis annamensis
  - Opisthotropis ater
  - Opisthotropis balteatus
  - Opisthotropis boonsongi
  - Opisthotropis guangxiensis
  - Opisthotropis jacobi
  - Opisthotropis kikuzatoi
  - Opisthotropis kuatunensis
  - Opisthotropis lateralis
  - Opisthotropis latouchii
  - Opisthotropis maxwelli
  - Opisthotropis praemaxillaris
  - Opisthotropis rugosa
  - Opisthotropis spenceri
  - Opisthotropis typica

- Oxyrhabdium (Boulenger, 1893) – 2 faj
  - Oxyrhabdium leporinum
  - Oxyrhabdium modestum

- Pararhabdophis (Bourret, 1934) – 1 faj
  - Pararhabdophis chapaensis

- Regina (Baird & Girard, 1853) – 4 faj
  - Regina alleni
  - Regina grahamii
  - Regina rigida
  - királynő-rákászsikló (Regina septemvittata)

- Rhabdophis (Fitzinger, 1843) – 19 faj
  - Rhabdophis adleri
  - Rhabdophis angelii
  - Rhabdophis auriculatus
  - Rhabdophis barbouri
  - Rhabdophis callichromus
  - Rhabdophis chrysargoides
  - Rhabdophis chrysargus
  - Rhabdophis conspicillatus
  - Rhabdophis himalayanus
  - Rhabdophis leonardi
  - Rhabdophis lineatus
  - Rhabdophis murudensis
  - Rhabdophis nigrocinctus
  - Rhabdophis nuchalis
  - Rhabdophis pentasupralabralis
  - Rhabdophis spilogaster
  - Rhabdophis subminiatus
  - Rhabdophis swinhonis
  - japán fűkígyó[2] Rhabdophis tigrinus

- Rhabdops (Boulenger, 1893) – 2 faj
  - Rhabdops bicolor
  - Rhabdops olivaceus

- Seminatrix (Cope, 1895) – 1 faj
  - Seminatrix pygaea

- Sinonatrix (Rossman & Eberle, 1977) – 3 faj
  - Sinonatrix aequifasciata
  - Sinonatrix annularis
  - Sinonatrix percarinata

- Storeria (Baird & Girard, 1853) – 5 faj
  - Storeria dekayi
  - Storeria hidalgoensis
  - vöröshasú banasikló (Storeria occipitomaculata)
  - Storeria storerioides
  - Storeria victa

- Tetralepis (Boettger, 1892) –  1 faj
  - Tetralepis fruhstorferi

- Thamnophis (Fitzing, 1843) – 31 faj
  - Thamnophis atratus
  - Thamnophis brachystoma
  - Thamnophis butleri
  - Thamnophis chrysocephalus
  - Thamnophis couchii
  - Thamnophis cyrtopsis
  - csinos szalagoskígyó (Thamnophis elegans)
  - Thamnophis eques
  - Thamnophis errans
  - Thamnophis exsul
  - Thamnophis fulvus
  - Thamnophis gigas
  - Thamnophis godmani
  - Thamnophis hammondii
  - Thamnophis marcianus
  - Thamnophis melanogaster
  - Thamnophis mendax
  - Thamnophis ordinoides
  - nyugati szalagoskígyó (Thamnophis proximus)
  - Thamnophis pulchrilatus
  - síkvidéki szalagoskígyó (Thamnophis radix)
  - Thamnophis rossmani
  - Thamnophis rufipunctatus
  - keleti szalagoskígyó (Thamnophis sauritus)
  - Thamnophis scalaris
  - Thamnophis scaliger
  - vörös szalagoskígyó (Thamnophis sirtalis)
  - Thamnophis sumichrasti
  - Thamnophis valida
  - Thamnophis vicinus

- Trachischium (Günther, 1853) – 5 faj
  - Trachischium fuscum
  - Trachischium guentheri
  - Trachischium laeve
  - Trachischium monticola
  - Trachischium tenuiceps

- Tropidoclonion (Cope, 1860) – 1 faj
  - Tropidoclonion lineatum

- Tropidonophis (Jan, 1863) – 18 faj
  - Tropidonophis aenigmaticus
  - Tropidonophis dahlii
  - Tropidonophis dendrophiops
  - Tropidonophis doriae
  - Tropidonophis elongatus
  - Tropidonophis halmahericus
  - Tropidonophis hypomelas
  - Tropidonophis mairii
  - Tropidonophis mcdowelli
  - Tropidonophis montanus
  - Tropidonophis multiscutellatus
  - Tropidonophis negrosensis
  - Tropidonophis novaeguineae
  - Tropidonophis parkeri
  - Tropidonophis picturatus
  - Tropidonophis punctiventris
  - Tropidonophis statisticus
  - Tropidonophis truncatus

- Virginia (Baird & Girard, 1853) – 2 faj
  - Virginia striatula
  - Virginia valeriae

- Xenochrophis (Günther, 1864) – 7 faj
  - Xenochrophis bellulus
  - Xenochrophis cerasogaster
  - Xenochrophis maculatus
  - Xenochrophis piscator
  - Xenochrophis punctulatus
  - Xenochrophis trianguligerus
  - Xenochrophis vittatus

- Xylophis (Beddome, 1878) – 2 faj
  - Xylophis perroteti
  - Xylophis stenorhynchus

### Xenodontinae
A Xenodontinae alcsaládba 89 nem és 581 faj tartozik
- Adelphicos (Jan, 1862) – 6 faj
  - Adelphicos daryi
  - Adelphicos ibarrorum
  - Adelphicos latifasciatus
  - Adelphicos nigrilatus
  - Adelphicos quadrivirgatus
  - Adelphicos veraepacis

- Alsophis (Fitzinger, 1843) – 14 faj
  - Alsophis anomalus
  - Alsophis antillensis
  - jamaicai sikló (Alsophis ater)
  - Alsophis biserialis
  - Alsophis cantherigerus
  - Alsophis dorsalis
  - Alsophis elegans
  - Alsophis melanichnus
  - Alsophis portoricensis
  - Alsophis rijgersmaei
  - Alsophis rufiventris
  - Virgin-szigeteki sikló (Alsophis sancticrucis) – kihalt
  - Alsophis slevini
  - Alsophis vudii

- Amastridium (Cope, 1861) – 1 faj
  - Amastridium veliferum

- Antillophis (Maglio, 1970) – 2 faj
  - Antillophis andreai
  - Antillophis parvifrons

- Apostolepis (Cope, 1862) – 19 faj
  - Apostolepis ambiniger
  - Apostolepis assimilis
  - Apostolepis barrioi
  - Apostolepis cearensis
  - Apostolepis coronata
  - Apostolepis dimidiata
  - Apostolepis dorbignyi
  - Apostolepis flavotorquata
  - Apostolepis goiasensis
  - Apostolepis intermedia
  - Apostolepis longicaudata
  - Apostolepis niceforoi
  - Apostolepis nigroterminata
  - Apostolepis pymi
  - Apostolepis quinquelineata
  - Apostolepis rondoni
  - Apostolepis tenuis
  - Apostolepis villaricae
  - Apostolepis vittata

- Arrhyton (Günther, 1858) – 12 faj
  - Arrhyton ainictum
  - Arrhyton callilaemum
  - Arrhyton dolichura
  - Arrhyton exiguum
  - Arrhyton exiguus
  - Arrhyton landoi
  - Arrhyton polylepis
  - Arrhyton procerum
  - Arrhyton supernum
  - Arrhyton taeniatum
  - Arrhyton tanyplectum
  - Arrhyton vittatum

- Atractus (Wagler, 1828) – 83 faj
  - Atractus albuquerquei
  - Atractus alphonsehogei
  - Atractus andinus
  - Atractus arangoi
  - Atractus badius
  - Atractus balzani
  - Atractus biseriatus
  - Atractus bocki
  - Atractus bocourti
  - Atractus boettgeri
  - Atractus boulengeri
  - Atractus carrioni
  - Atractus clarki
  - Atractus collaris
  - Atractus crassicaudatus
  - Atractus duidensis
  - Atractus dunni
  - Atractus ecuadorensis
  - Atractus elaps
  - Atractus emigdioi
  - Atractus emmeli
  - Atractus erythromelas
  - Atractus favae
  - Atractus flammigerus
  - Atractus fuliginosus
  - Atractus gaigeae
  - Atractus guentheri
  - Atractus indistinctus
  - Atractus insipidus
  - Atractus iridescens
  - Atractus lancinii
  - Atractus lasallei
  - Atractus latifrons
  - Atractus lehmanni
  - Atractus limitaneus
  - Atractus loveridgei
  - Atractus maculatus
  - Atractus major
  - Atractus manizalesensis
  - Atractus mariselae
  - Atractus melanogaster
  - Atractus melas
  - Atractus micheli
  - Atractus microrhynchus
  - Atractus modestus
  - Atractus multicinctus
  - Atractus nicefori
  - Atractus nigricaudus
  - Atractus nigriventris
  - Atractus obesus
  - Atractus obtusirostris
  - Atractus occidentalis
  - Atractus occipitoalbus
  - Atractus oculotemporalis
  - Atractus pamplonensis
  - Atractus paraguayensis
  - Atractus paucidens
  - Atractus pauciscutatus
  - Atractus peruvianus
  - Atractus poeppigi
  - Atractus punctiventris
  - Atractus resplendens
  - Atractus reticulatus
  - Atractus riveroi
  - Atractus roulei
  - Atractus sanctaemartae
  - Atractus sanguineus
  - Atractus schach
  - Atractus serranus
  - Atractus snethlageae
  - Atractus steyermarki
  - Atractus taeniatus
  - Atractus torquatus
  - Atractus trilineatus
  - Atractus trivittatus
  - Atractus univittatus
  - Atractus variegatus
  - Atractus ventrimaculatus
  - Atractus vertebralis
  - Atractus vertebrolineatus
  - Atractus wagleri
  - Atractus werneri
  - Atractus zidoki

- Calamodontophis (Amaral, 1963) – 1 faj
  - Calamodontophis paucidens

- Carphophis (Gervais, 1843) – 2 faj
  - Carphophis amoenus
  - Carphophis vermis

- Cercophis (Fitzinger, 1843) – 1 faj
  - Cercophis auratus

- Chersodromus (Reinhardt, 1860) – 2 faj
  - Chersodromus liebmanni
  - Chersodromus rubriventris

- Clelia (Fitzinger, 1826) – 6 faj
  - Clelia bicolor
  - musszurana (Clelia clelia)
  - Clelia equatoriana
  - Clelia errabunda
  - Clelia rustica
  - mexikói musszurana (Clelia scytalina)

- Coniophanes (Cope, 1860) – 12 faj
  - Coniophanes alvarezi
  - Coniophanes andresensis
  - Coniophanes bipunctatus
  - Coniophanes dromiciformis
  - Coniophanes fissidens
  - Coniophanes imperialis
  - Coniophanes joanae
  - Coniophanes lateritius
  - Coniophanes longinquus
  - Coniophanes meridanus
  - Coniophanes piceivittis
  - Coniophanes quinquevittatus

- Conophis (Peters, 1860) – 3 faj
  - Conophis lineatus
  - Conophis pulcher
  - Conophis vittatus

- Contia (Baird & Girard, 1853) – 1 faj
  - élesfarkú kígyó (Contia tenuis)

- Crisantophis (Villa, 1971) – 1 faj
  - Crisantophis nevermanni

- Cryophis (Bogert & Duellman, 1963) – 1 faj
  - Cryophis hallbergi

- Darlingtonia (Cochran, 1935) – 1 faj
  - Darlingtonia haetiana

- Diadophis (Baird & Girard, 1853) – 2 faj
  - Diadophis punctatus
  - Diadophis rubescens

- Diaphorolepis (Jan, 1863) – 1 faj
  - Diaphorolepis wagneri

- Dipsas (Laurenti, 1768) – 30 faj
  - Dipsas albifrons
  - Dipsas articulata
  - Dipsas bicolor
  - Dipsas boettgeri
  - Dipsas brevifacies
  - Dipsas catesbyi
  - Dipsas chaparensis
  - Dipsas copei
  - Dipsas elegans
  - Dipsas gaigeae
  - Dipsas gracilis
  - Dipsas incerta
  - közönséges csigaevőkígyó (Dipsas indica)
  - Dipsas latifasciata
  - Dipsas latifrontalis
  - Dipsas neivai
  - Dipsas oreas
  - Dipsas pavonina
  - Dipsas perijanensis
  - Dipsas peruana
  - Dipsas poecilolepis
  - Dipsas polylepis
  - Dipsas pratti
  - Dipsas sanctijoannis
  - Dipsas schunkii
  - Dipsas temporalis
  - Dipsas tenuissima
  - Dipsas variegata
  - Dipsas vermiculata
  - Dipsas viguieri

- Ditaxodon (Hoge, 1958) – 1 faj
  - Ditaxodon taeniatus

- Drepanoides (Dunn, 1928) – 1 faj
  - Drepanoides anomalus

- Echinanthera (Cope, 1894) – 10 faj
  - Echinanthera affinis
  - Echinanthera amoenus
  - Echinanthera bilineata
  - Echinanthera brevirostris
  - Echinanthera cyanopleura
  - Echinanthera melanostigma
  - Echinanthera occipitalis
  - Echinanthera persimilis
  - Echinanthera poecilopogon
  - Echinanthera undulatus

- Elapomorphus (Wiegmann, 1843) – 10 faj
  - Elapomorphus cuyanus
  - Elapomorphus lemniscatus
  - Elapomorphus lepidus
  - Elapomorphus mertensi
  - Elapomorphus nasutus
  - Elapomorphus punctatus
  - Elapomorphus quinquelineatus
  - Elapomorphus spegazzinii
  - Elapomorphus tricolor
  - Elapomorphus wuchereri

- Emmochliophis (Fritts & Smith, 1969) – 1 faj
  - Emmochliophis fugleri

- Enulius (Cope, 1871) – 5 faj
  - Enulius bifoveatus
  - Enulius flavitorques
  - Enulius oligostichus
  - Enulius roatanensis
  - Enulius sclateri

- Eridiphas (Leviton & Tanner, 1960) – 1 faj
  - Eridiphas slevini

- Erythrolamprus (Wagler, 1830) – 6 faj
  - Erythrolamprus aesculapii
  - Erythrolamprus bizona
  - Erythrolamprus guentheri
  - Erythrolamprus mimus
  - Erythrolamprus ocellatus
  - Erythrolamprus pseudocorallus

- Farancia (Gray, 1842) – 2 faj
  - Farancia abacura
  - Farancia erytrogramma

- Geagras (Cope, 1876) – 1 faj
  - Geagras redimitus

- Geophis (Wagler, 1830) – 41 faj
  - Geophis anocularis
  - Geophis betaniensis
  - Geophis bicolor
  - Geophis blanchardi
  - Geophis brachycephalus
  - Geophis cancellatus
  - Geophis carinosus
  - Geophis chalybeus
  - Geophis championi
  - Geophis downsi
  - Geophis dubius
  - Geophis duellmani
  - Geophis dugesi
  - Geophis dugesii
  - Geophis dunni
  - Geophis fulvoguttatus
  - Geophis godmani
  - Geophis hoffmanni
  - Geophis immaculatus
  - Geophis incomptus
  - Geophis isthmicus
  - Geophis laticinctus
  - Geophis laticollaris
  - Geophis latifrontalis
  - Geophis maculiferus
  - Geophis mutitorques
  - Geophis nasalis
  - Geophis nigroalbus
  - Geophis nigrocinctus
  - Geophis omiltemanus
  - Geophis petersii
  - Geophis pyburni
  - Geophis rhodogaster
  - Geophis rostralis
  - Geophis russatus
  - Geophis ruthveni
  - Geophis sallaei
  - Geophis semidoliatus
  - Geophis sieboldi
  - Geophis tarascae
  - Geophis zeledoni

- Gomesophis (Hoge & Mertens, 1959) – 1 faj
  - Gomesophis brasiliensis

- Helicops (Wagler, 1830) – 14 faj
  - Helicops angulatus
  - Helicops carinicaudus
  - Helicops danieli
  - Helicops gomesi
  - Helicops hagmanni
  - Helicops hogei
  - Helicops leopardinus
  - Helicops modestus
  - Helicops pastazae
  - Helicops pertersi
  - Helicops polylepis
  - Helicops scalaris
  - Helicops trivittatus
  - Helicops yacu

- Heterodon (Latreille in Sonnini and Latreille, 1801) – 3 faj
  - disznóorrú sikló (Heterodon nasicus)
  - keleti disznóorrúsikló (Heterodon platirhinos)
  - déli disznóorrúsikló (Heterodon simus)

- Hydrodynastes (Fitzinger, 1843) – 2 faj
  - Hydrodynastes bicinctus
  - brazil hamiskobra (Hydrodynastes gigas)

- Hydromorphus (Peters, 1859) – 2 faj
  - Hydromorphus concolor
  - Hydromorphus dunni

- Hydrops (Wagler, 1830) – 2 faj
  - Hydrops martii
  - Hydrops triangularis

- Hypsiglena (Cope, 1860) – 2 faj
  - Hypsiglena tanzeri
  - Hypsiglena torquata

- Hypsirhynchus (Günther, 1858) – 1 faj
  - Hypsirhynchus ferox

- Ialtris  (Cope, 1862) – 3 faj
  - Ialtris agyrtes
  - Ialtris dorsalis
  - Ialtris parishi

- Imantodes (Duméril, 1853) – 6 faj
  - buksifejű fakígyó (Imantodes cenchoa)
  - közép-amerikai fakígyó (Imantodes gemmistratus)
  - Imantodes inornatus
  - Imantodes lentiferus
  - Imantodes phantasma
  - Imantodes tenuissimus

- Leptodeira (Fitzinger, 1843) – 9 faj
  - Leptodeira annulata
  - Leptodeira bakeri
  - Leptodeira frenata
  - Leptodeira maculata
  - Leptodeira nigrofasciata
  - Leptodeira punctata
  - Leptodeira rubricata
  - Leptodeira septentrionalis
  - Leptodeira splendida

- Lioheterophis (Amaral, 1935) – 1 faj
  - Lioheterophis iheringi

- Liophis (Wagler, 1830) – 43 faj
  - Liophis almadensis
  - Liophis amarali
  - Liophis andinus
  - Liophis anomalus
  - Liophis atraventer
  - Liophis breviceps
  - Liophis carajasensis
  - Liophis ceii
  - Liophis cobella
  - Liophis cursor
  - Liophis dilepis
  - Liophis elegantissimus
  - Liophis epinephelus
  - Liophis festae
  - Liophis flavifrenatus
  - Liophis frenata
  - Liophis guentheri
  - Liophis jaegeri
  - Liophis joberti
  - Liophis juliae
  - Liophis leucogaster
  - Liophis lineatus
  - Liophis longiventris
  - Liophis maryellenae
  - Liophis melanauchen
  - Liophis melanotus
  - Liophis meridionalis
  - Liophis miliaris
  - Liophis obtusus
  - Liophis oligolepis
  - Liophis ornatus
  - Liophis paucidens
  - Liophis perfuscus
  - Liophis poecilogyrus
  - Liophis reginae
  - Liophis sagittifer
  - Liophis steinbachi
  - Liophis subocularis
  - Liophis taeniurus
  - Liophis triscalis
  - Liophis typhlus
  - Liophis vanzolinii
  - Liophis viridis

- Lystrophis (Cope, 1885) – 4 faj
  - Lystrophis dorbignyi
  - Lystrophis histricus
  - Lystrophis nattereri
  - Lystrophis semicinctus

- Manolepis (Cope, 1885) – 1 faj
  - Manolepis putnami

- Ninia (Baird & Girard, 1853) – 8 faj
  - Ninia atrata
  - Ninia cerroensis
  - Ninia diademata
  - Ninia hudsoni
  - Ninia maculata
  - Ninia oxynota
  - Ninia psephota
  - Ninia sebae

- Nothopsis (Cope, 1871) – 1 faj
  - Nothopsis rugosus

- Opisthoplus (Peters, 1883) – 1 faj
  - Opisthoplus degener

- Oxybelis (Wagler, 1830) – 5 faj
  - Oxybelis aeneus
  - Oxybelis argenteus
  - Oxybelis boulengeri
  - Oxybelis brevirostris
  - Oxybelis fulgidus

- Oxyrhopus (Wagler, 1830) – 13 faj
  - Oxyrhopus clathratus
  - Oxyrhopus doliatus
  - Oxyrhopus fitzingeri
  - Oxyrhopus formosus
  - Oxyrhopus guibei
  - Oxyrhopus leucomelas
  - Oxyrhopus marcapatae
  - Oxyrhopus melanogenys
  - Oxyrhopus occipitalis
  - Oxyrhopus petola
  - Oxyrhopus rhombifer
  - Oxyrhopus trigeminus
  - Oxyrhopus venezuelanus

- Parapostolepis (Amaral, 1930) – 1 faj
  - Parapostolepis polylepis

- Philodryas (Wagler, 1830) – 18 faj
  - Philodryas aestiva
  - Philodryas arnoldoi
  - Hosszúorrú fürgesikló (Philodryas baroni)
  - Philodryas boliviana
  - Philodryas burmeisteri
  - Philodryas carbonelli
  - Philodryas chamissonis
  - Philodryas livida
  - Philodryas mattogrossensis
  - Philodryas nattereri
  - Philodryas olfersii
  - Philodryas oligolepis
  - Philodryas patagoniensis
  - Philodryas psammophidea
  - Philodryas simonsi
  - Philodryas tachymenoides
  - Philodryas varia
  - Philodryas viridissima

- Phimophis (Cope, 1860) – 6 faj
  - Phimophis chui
  - Phimophis guerini
  - Phimophis guianensis
  - Phimophis iglesiasi
  - Phimophis scriptorcibatus
  - Phimophis vittatus

- Pseudablabes (Boulenger, 1896) – 1 faj
  - Pseudablabes agassizii

- Pseudoboa (Schneider, 1801) – 4 faj
  - Pseudoboa coronata
  - Pseudoboa haasi
  - Pseudoboa neuwiedii
  - Pseudoboa nigra

- Pseudoeryx (Fitzinger, 1826) – 1 faj
  - Pseudoeryx plicatilis

- Pseudoleptodeira (Taylor, 1939) – 1 faj
  - Pseudoleptodeira latifasciata

- Pseudotomodon (Koslowsky, 1896) – 1 faj
  - Pseudotomodon trigonatus

- Pseustes (Fitzinger, 1843) – 4 faj
  - mahagóni patkánykígyó (Pseustes poecilonotus)
  - Pseustes sexcarinatus
  - Pseustes shropshirei
  - Pseustes sulphureus

- Ptychophis (Gomes, 1915) – 2 faj
  - Ptychophis flavovirgatus
  - Ptychophis meyeri

- Rhachidelus (Boulenger, 1908) – 1 faj
  - Rhachidelus brazili

- Rhadinaea (Cope, 1863) – 31 faj
  - Rhadinaea bogertorum
  - Rhadinaea calligaster
  - Rhadinaea cuneata
  - Rhadinaea decorata
  - Rhadinaea flavilata
  - Rhadinaea forbesi
  - Rhadinaea fulvivittis
  - Rhadinaea gaigeae
  - Rhadinaea godmani
  - Rhadinaea hannsteini
  - Rhadinaea hempsteadae
  - Rhadinaea hesperia
  - Rhadinaea kinkelini
  - Rhadinaea lachrymans
  - Rhadinaea laureata
  - Rhadinaea macdougalli
  - Rhadinaea marcellae
  - Rhadinaea montana
  - Rhadinaea montecristi
  - Rhadinaea myersi
  - Rhadinaea omiltemana
  - Rhadinaea pilonaorum
  - Rhadinaea pinicola
  - Rhadinaea posadasi
  - Rhadinaea pulveriventris
  - Rhadinaea quinquelineata
  - Rhadinaea sargenti
  - Rhadinaea schistosa
  - Rhadinaea serperaster
  - Rhadinaea taeniata
  - Rhadinaea vermiculaticeps

- Rhadinophanes (Myers & Campbell, 1981) – 1 faj
  - Rhadinophanes monticola

- Rhinobothryum (Wagler, 1830) – 2 faj
  - Rhinobothryum bovallii
  - Rhinobothryum lentiginosum

- Saphenophis (Myers, 1972) – 5 faj
  - Saphenophis antioquiensis
  - Saphenophis atahuallpae
  - Saphenophis boursieri
  - Saphenophis sneiderni
  - Saphenophis tristriatus

- Sibon (Fitzinger, 1826) – 20 faj
  - Sibon annulata
  - Sibon annulifera
  - Sibon annuliferus
  - Sibon anthracops
  - Sibon argus
  - Sibon carri
  - Sibon dimidiata
  - Sibon dimidiatus
  - Sibon dunni
  - Sibon fasciata
  - Sibon fasciatus
  - Sibon fischeri
  - Sibon longifrenis
  - Sibon nebulata
  - Sibon nebulatus
  - Sibon philippii
  - Sibon sanniola
  - Sibon sanniolus
  - Sibon sartorii
  - Sibon zweifeli

- Sibynomorphus (Fitzinger, 1843) – 11 faj
  - Sibynomorphus inequifasciatus
  - Sibynomorphus mikanii
  - Sibynomorphus neuwiedi
  - Sibynomorphus oligozonatus
  - Sibynomorphus oneilli
  - Sibynomorphus petersi
  - Sibynomorphus turgidus
  - Sibynomorphus vagrans
  - Sibynomorphus vagus
  - Sibynomorphus ventrimaculatus
  - Sibynomorphus williamsi

- Simophis (Peters, 1860) – 2 faj
  - Simophis rhinostoma
  - Simophis rohdei

- Siphlophis (Fitzinger, 1843) – 4 faj
  - Siphlophis cervinus
  - Siphlophis leucocephalus
  - Siphlophis longicaudatus
  - Siphlophis pulcher
  - Siphlophis worontzowi

- Sordellina (Proctor, 1923) – 1 faj
  - Sordellina punctata

- Synophis (Peracca, 1896) – 3 faj
  - Synophis bicolor
  - Synophis lasallei
  - Synophis miops

- Tachymenis (Wiegmann, 1835) – 6 faj
  - Tachymenis affinis
  - Tachymenis attenuata
  - Tachymenis chilensis
  - Tachymenis elongata
  - Tachymenis peruviana
  - Tachymenis tarmensis

- Tantalophis (Duellman, 1958) – 1 faj
  - Tantalophis discolor

- Thamnodynastes (Wagler, 1830) – 6 faj
  - Thamnodynastes chimanta
  - Thamnodynastes gambotensis
  - Thamnodynastes pallidus
  - Thamnodynastes rutilus
  - Thamnodynastes strigatus
  - Thamnodynastes strigilis

- Tomodon (Duméril & Bibron, 1853) – 2 faj
  - Tomodon dorsatus
  - Tomodon ocellatus

- Tretanorhinus (Duméril, Bibron & Duméril, 1854) – 4 faj
  - Tretanorhinus mocquardi
  - Tretanorhinus nigroluteus
  - Tretanorhinus taeniatus
  - Tretanorhinus variabilis

- Trimetopon (Cope, 1885) – 6 faj
  - Trimetopon barbouri
  - Trimetopon gracile
  - Trimetopon pliolepis
  - Trimetopon simile
  - Trimetopon slevini
  - Trimetopon viquezi

- Trimorphodon (Cope, 1861) – 2 faj
  - Trimorphodon biscutatus
  - Trimorphodon tau

- Tripanurgos (Fitzinger, 1843) – 1 faj
  - Tripanurgos compressus

- Tropidodryas (Fitzinger, 1843) – 2 faj
  - Tropidodryas serra
  - Tropidodryas straticeps

- Umbrivaga (Roze, 1964) – 3 faj
  - Umbrivaga mertensi
  - Umbrivaga pyburni
  - Umbrivaga pygmaea

- Uromacer (Duméril, Bibron & Duméril, 1854) – 3 faj
  - Uromacer catesbyi
  - Uromacer frenatus
  - Uromacer oxrhynchus

- Uromacerina (Amaral, 1929) – 1 faj
  - Uromacerina ricardinii

- Urotheca (Bibron, 1843) – 13 faj
  - Urotheca andrewsi
  - Urotheca bicolor
  - Urotheca decipiens
  - Urotheca dumerilii
  - Urotheca elapoides
  - Urotheca euryzonus
  - Urotheca fulviceps
  - Urotheca guentheri
  - Urotheca lateristriga
  - Urotheca multilineata
  - Urotheca myersi
  - Urotheca pachyura
  - Urotheca williamsi

- Waglerophis (Romano & Hoge, 1973) – 1 faj
  - Waglerophis merremi

- Xenodon (F. Boie, 1827) – 6 faj
  - Xenodon bertholdi
  - Xenodon guentheri
  - Neuwied-hamislándzsakígyó (Xenodon neuwiedii)
  - hamislándzsakígyó (Xenodon rabdocephalus)
  - Xenodon severus
  - Xenodon werneri

- Xenopholis (Peters, 1869) – 2 faj
  - Xenopholis scalaris
  - Xenopholis undulatus